# Laura (pel·lícula)
Laura és una pel·lícula estatunidenca produïda i dirigida per Otto Preminger i estrenada l'any 1944. Està basada en la novel·la homònima de Vera Caspary de 1943. Es va doblar al català i el 19 d'agost de 1998 es va emetre per primera vegada a TV3.
L'any 1999, va ser seleccionada per a la seva conservació als Estats Units pel National Film Registry de la Biblioteca del Congrés dels Estats Units com a «culturalment, històricament o estèticament significativa». L'American Film Institute la va nomenar una de les 10 millors pel·lícules de misteri de tots els temps, i també apareix a les sèries de Great Movies (millors pel·lícules) de Roger Ebert.

## Repartiment
- Gene Tierney: Laura Hunt
- Dana Andrews: tinent Mark McPherson
- Clifton Webb: Waldo Lydecker
- Vincent Price: Shelby Carpenter
- Judith Anderson: Ann Treadwell

I, entre els actors no acreditats:
- James Flavin: el detectiu McEveety
- Kathleen Howard: Louise, la cuinera d'Ann

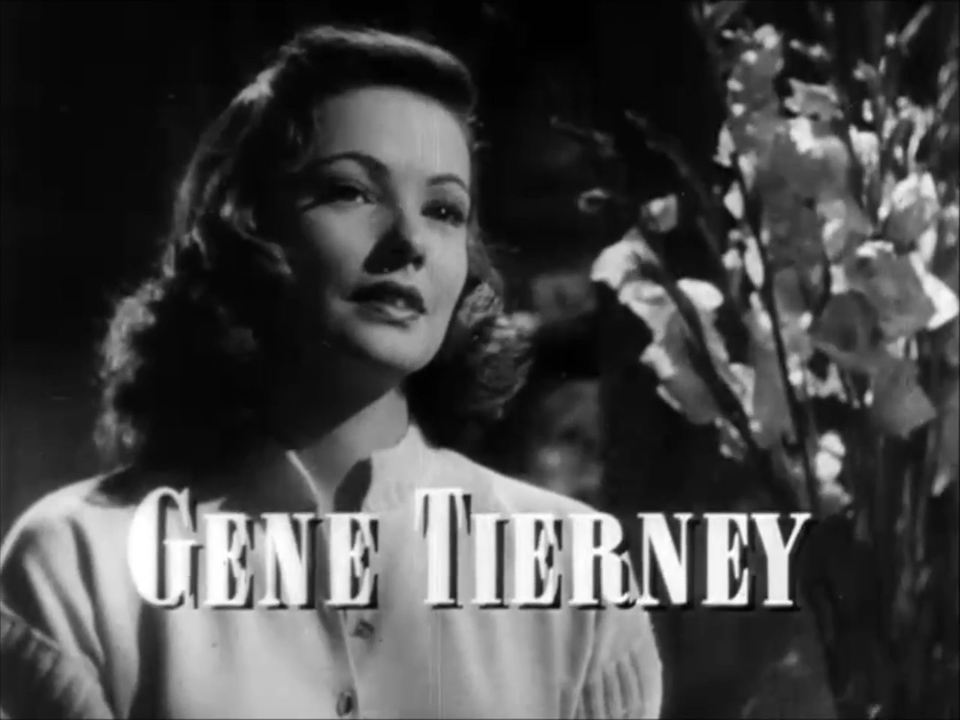
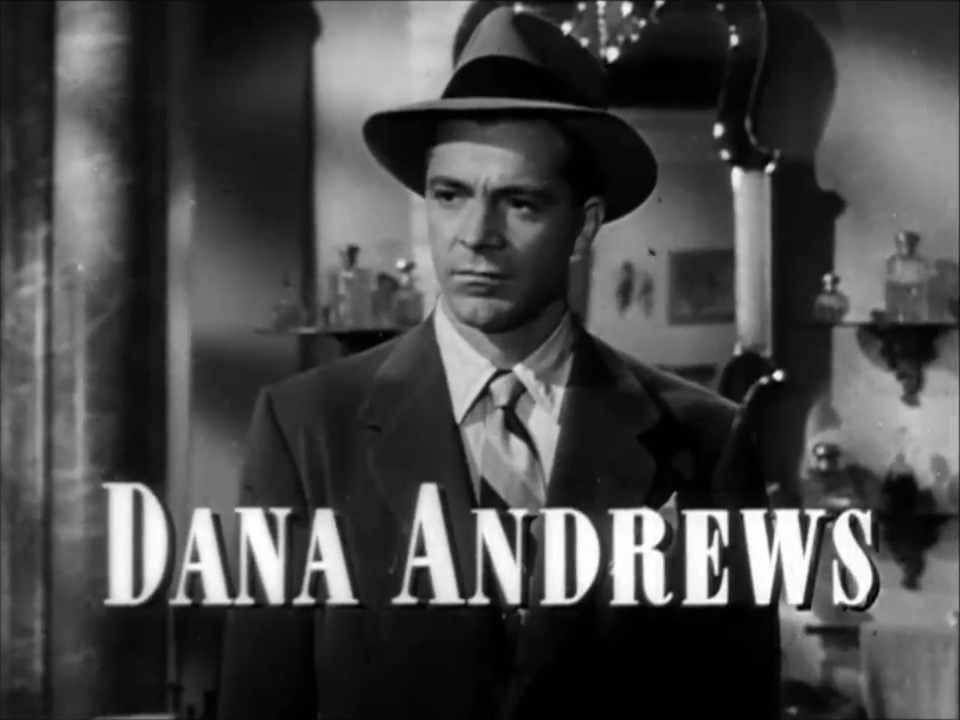
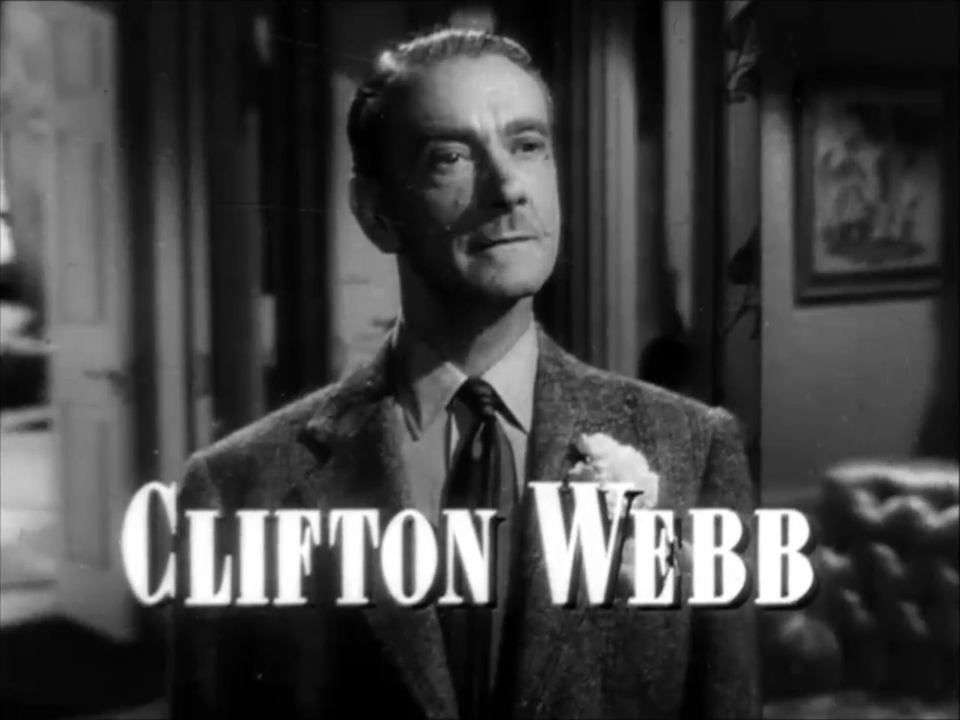
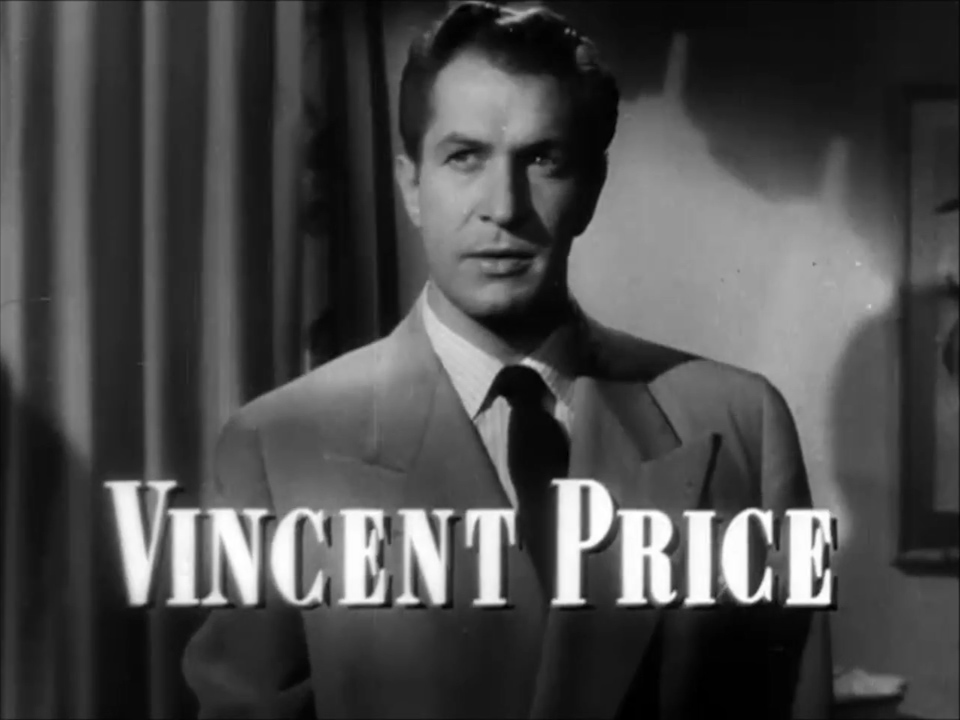
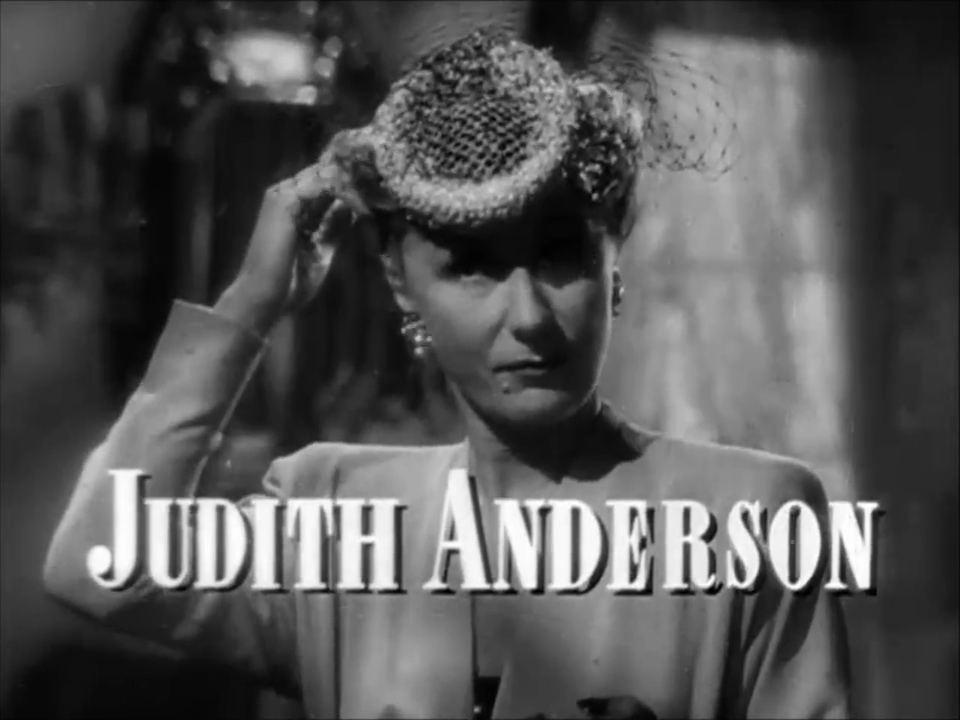

- Cara Williams: secretària
- Aileen Pringle: dona

## Premis i Nominacions

### Premis[4]
- Oscar a la millor fotografia (Joseph LaShelle)

### Nominacions[4]
- Oscar al millor actor secundari (Clifton Webb)
- Oscar a la millor direcció (Otto Preminger)
- Oscar al millor guió adaptat (Jay Dratler, Samuel Hoffenstein, Elizabeth Reinhardt)
- Oscar a la millor direcció artística en blanc i negre (Lyle R. Wheeler, Leland Fuller, Thomas Little)